# Пеликанья нога
Пеликанья нога, или пеликанова нога, или апорраис пеликанья нога (лат. Aporrhais pespelecani) — вид морских брюхоногих моллюсков из семейства Aporrhaidae.

## Описание
Размеры раковины 26—55 мм. Высота раковины достигает 55 мм, ширина — 45 мм. Раковина прочная, высококонической формы, с угловатыми 8—10 оборотами, разделёнными глубоким швом и почти щелевидным устьем. Обороты раковины угловатые, умеренно выпуклые, с несколькими рядами бугорков, которые на последнем обороте сливаются в единое ребро. На периферии последнего оборота имеется ещё одно ребро с острыми бугорками.
Устье полукруглой формы, с удлинённым открытым сифональным каналом, по своей форме напоминающим листик. Край устья сильно утолщенный — с четырьмя прямыми отростками, верхний из которых прижат к завитку. Наружная губа расщеплена на 3 листовидных выроста. На их внутренней поверхности проходят срединные бороздки. Верхний листовидный вырост очень часто сливается с самим завитком раковины моллюска. Два оставшихся выроста располагаются диагонально вверх и вниз относительно устьичной щели. Именно данные отростки и напоминают лапу с перепонками. Окраска раковины жёлтого, светло-коричневого, красно-коричневого или желтоватого цвета. Внутренняя поверхность устья белая или желтоватая. Внутренняя губа — бледно-жёлтая.
Раковины взрослых моллюсков порой обрастают сидячими организмами — губками и т. п.

## Распространение
Распространён в северо-восточной Атлантике от Исландии до Марокко и в Средиземном море. Моллюск обитает также в Северном море, в проливах Каттегат и Ла-Манш. Зафиксированы единичные случаи нахождения этого моллюска в Чёрном море (Крым, Кавказское побережье). В 2007 году популяция моллюска также была найдена в Баренцевом море у Мурманского берега (Кислая губа, Дальнезеленецкая губа).

## Образ жизни
Населяет глубины 10—80 метров. Предпочитает мягкие грунты — песчаные и илисто-песчаные. С возрастом и развитием большой лапчатой наружной губы раковины моллюски переходят к жизни на каменистых грунтах. Часто находятся закопавшимися в песчаный грунт.
Основу рациона составляет органический детрит и диатомовые водоросли, которые моллюск собирает с поверхности грунта. Передвигаются, подтягивая тело небольшими толчками. Размножение происходит в мае—июне. Моллюски откладывают мелкие, около 2 мм, одиночные яйца.